# Mount Victoria, Alberta
Mount Victoria är ett berg i Kanada.   Det ligger i provinsen Alberta, i den centrala delen av landet, 3 000 km väster om huvudstaden Ottawa. Toppen på Mount Victoria är 3 464 meter över havet, eller 965 meter över den omgivande terrängen. Bredden vid basen är 25,9 km. Mount Victoria ingår i Bow Range.
Terrängen runt Mount Victoria är huvudsakligen bergig.Trakten runt Mount Victoria är nära nog obefolkad, med mindre än två invånare per kvadratkilometer.. Närmaste större samhälle är Lake Louise, 9,7 km nordost om Mount Victoria. 
Trakten runt Mount Victoria består i huvudsak av gräsmarker.